# Standard Bank Pro20 Series 2008/09
Die Standard Bank Pro20 Series 2008/09 war die sechste Saison der südafrikanischen Twenty20-Meisterschaft im Cricket und wurde von 21. Januar bis 21. Februar 2009 ausgetragen. Dabei nahmen die sechs Franchises an dem Turnier teil, die auch im First-Class Cricket in Südafrika aktiv sind. Sieger waren die Cape Cobras, die sich im Finale mit 22 Runs gegen die Eagles durchsetzten.

## Format
Die sechs Mannschaften spielten in einer Gruppe gegen jedes andere Team jeweils einmal. Die ersten vier qualifizierten sich für die Halbfinale, die im Best-of-Three-Modus ausgetragen wurden. Die Gewinner spielten im Finale den Sieger des Wettbewerbes aus.

## Gruppenphase
Tabelle
Am Ende der Saison hatte die Tabelle die folgende gestalt. Die Punktabzüge erfolgte auf Grund von zu langsamer Spielweise.
| Teams          | Sp. | S | N | U | R | NR | A | BP | Ded | Punkte | NRR    |
| -------------- | --- | - | - | - | - | -- | - | -- | --- | ------ | ------ |
| Warriors       | 5   | 4 | 1 | 0 | 0 | 0  | 0 | 1  | 0   | 17     | +1.175 |
| Dolphins       | 5   | 3 | 1 | 0 | 0 | 1  | 0 | 1  | 0   | 15     | +0.860 |
| Cape Cobras    | 5   | 2 | 2 | 1 | 0 | 0  | 0 | 0  | 0   | 10     | −0.690 |
| Eagles         | 5   | 2 | 3 | 0 | 0 | 0  | 0 | 1  | 1   | 8      | +0.005 |
| Titans         | 5   | 1 | 2 | 0 | 0 | 1  | 1 | 0  | 0   | 8      | −1.473 |
| Highveld Lions | 5   | 0 | 3 | 1 | 0 | 0  | 1 | 0  | 0   | 4      | −0.345 |

## Playoffs

### Halbfinale
| 11. Februar Scorecard | Bloemfontain | Warriors 100-6 (14/14)                    | – | Eagles 105-1 (12.1/14) |
|                       |              | Eagles gewinnt mit 9 Wickets (D/L method) |   |                        |

| 13. Februar Scorecard | Kapstadt | Dolphins 162-5 (20)          | – | Cape Cobras 148-9 (20) |
|                       |          | Dolphins gewinnt mit 14 Runs |   |                        |

| 15. Februar Scorecard | Durban | Cape Cobras 191-4 (20)                       | – | Dolphins 59-5 (9/9) |
|                       |        | Cape Cobras gewinnt mit 38 Runs (D/L method) |   |                     |

| 15. Februar Scorecard | Port Elizabeth | Warriors 117-8 (20) | – | Eagles 2-0 (1.2) |
|                       |                | No Result           |   |                  |

| 16. Februar Scorecard | Port Elizabeth | Eagles 101 (19)                 | – | Warriors 103-0 (12.1) |
|                       |                | Warriors gewinnt mit 10 Wickets |   |                       |

| 18. Februar Scorecard | Durban | Cape Cobras 148-4 (20) / 6-1 (0.3)                | – | Dolphins 148-8 (20) / 3-2 (0.3) |
|                       |        | Unentschieden (Cape Cobras gewinnt im Super Over) |   |                                 |

| 18. Februar Scorecard | Port Elizabeth | Warriors 97 (19.3) / 5-1 (1)                 | – | Eagles 97-6 (20) / 16-0 (1) |
|                       |                | Unentschieden (Eagles gewinnt im Super Over) |   |                             |

Sowohl die Cape Cobras als auch die Eagles konnten ihre Halbfinale mit 2–1 gewinnen.

### Finale
| 21. Februar Scorecard | Kapstadt | Cape Cobras 147-5 (20)          | – | Eagles 125-8 (20) |
|                       |          | Cape Cobras gewinnt mit 22 Runs |   |                   |